# Teddy Parker
Teddy Parker, geboren als Claus Herwig, (Brno, 17 april 1938 - München, 17 juni 2021) was een Duitse schlagerzanger en presentator.

## Carrière
Teddy Parker groeide op in Brno, maar ging na de Tweede Wereldoorlog met zijn ouders naar Bamberg tot 1955, waarna hij naar München verhuisde. Tijdens zijn schooltijd nam hij zangles. Na het eindexamen ging hij rechtswetenschappen studeren. In 1959 kreeg hij een platencontract aangeboden bij het platenlabel Tempo. Hij imiteerde sterren als Frank Sinatra, Peter Alexander en Peter Kraus, waarbij hij meerdere pseudoniemen gebruikte, waaronder de namen Ralph Herwig, Bernd Anderson, Bobby Stern, Jimmy Fields en Johnny.
Na het staatsexamen kreeg hij een tweede platencontract aangeboden. In 1960 kwam zijn eerste single uit onder zijn echte naam Claus Herwig en stond hij voor de eerste keer voor de filmcamera in de speelfilm Schlagerparade 1960, waarna de films Immer will ich dir gehören (1960) en Davon träumen alle Mädchen (1961) uitkwamen.
In 1961 zong hij met Leonie Brüchner de nummers Musikanten der Liebe en Abends in Madrid bij het Deutsche Schlager-Festival in Wiesbaden. Na bij meerdere platenlabels nummers te hebben opgenomen, wijzigde hij bij Telefunken zijn naam in Teddy Parker en scoorde hij in 1962 met zijn eerste single Muli Mexicano. Zijn eerste grote succesnummer was Nachtexpress nach St. Tropez (1963), dat meerdere weken in de hitlijsten stond genoteerd. In de door Werner Jacobs geregisseerde muziekfilm … denn die Musik und die Liebe in Tirol (1963) speelde hij ook weer een rol.
Daarna werd het iets rustiger rond zijn persoon. In het begin van de jaren 1970 kreeg hij een baan als redacteur bij de Bayerischer Rundfunk en werd hij diskjockey in de uitzending 16 um 17. Met het nummer Wie eine Ladung Dynamit scoorde hij weer een hit en verdiende daarmee een optreden in de ZDF-Hitparade. Du, ich habe mein Herz verloren werd zijn volgende nummer. In 1972 nam hij deel aan de voorronden van het Eurovisiesongfestival met het nummer Ich setze auf dich, dat op de voorlaatste plaats eindigde.
Daarop besloot hij zelf te componeren. De nummers Wie ein Bumerang en Fang noch einmal an mit mir werden een kortstondig succes. Medio jaren 1980 begon hij met het zingen van volksliederen en met succes. Nummers als Jeder Tag ist ein Geschenk, Eine Tür steht immer offen en Ein Mutterherz soll niemals weinen werden veel gevraagd bij folklore-uitzendingen. Sindsdien was hij steeds een graag geziene gast in verschillende tv-uitzendingen.

## Overlijden
Teddy Parker overleed in juni 2021 op 83-jarige leeftijd.

## Discografie

### Singles
- 1963: Nachtexpress nach St. Tropez
- 1963: Hätt ich ein weißes Sportcoupé
- 1963: Baby ich hol dich von der Schule ab
- 1963: In Cocacabana
- 1964: Sieben Tage ohne Susi
- 1971: Wie eine Ladung Dynamit
- 1971: Du, ich habe mein Herz verloren
- 1973: Ihr Name war Carmen
- 1990: So weit von daheim
- 1990: Jeder Tag ist ein Geschenk
- 1990: Für ein kleines Gebet
- 1992: Eine Tür steht immer offen
- 1994: Ein Mutterherz soll niemals weinen
- 1996: Zuerst kommst Du

### Albums
- 1985: Volkstümliches Wunschkonzert mit Teddy Parker
- 1996: Nachtexpress nach St.Tropez
- 1996: Die Stimme des Herzens
- 1998: Heimat deine Sterne
- 2004: Ein Lied für dich

## Filmografie
- 1960: Schlagerparade 1960
- 1960: Immer will ich dir gehören
- 1961: Davon träumen alle Mädchen
- 1963: Übermut im Salzkammergut
- 1963: ... denn die Musik und die Liebe in Tirol
- 1964: Die drei Scheinheiligen
- 1964: Holiday in St. Tropez
- 1965: Ich kauf mir lieber einen Tirolerhut
- 1995: Zum Stanglwirt (aflevering 33)

## Onderscheidingen
- 1987: Goldene Stimmgabel

- Gemeinsame Normdatei: 134480309
- International Standard Name Identifier: 0000 0000 5859 4762
- MusicBrainz: 63cb0e27-ed92-4f39-9f84-d70421fbdf71
- Virtual International Authority File: 79639970
- WorldCat: E39PBJdWHrfdBWcjVTVCCGqqQq